# Aurora Otero Rey
Aurora Otero Rey fue una nadadora argentina que se consagró campeona sudamericana de 100 metros estilo pecho en 1949, con un tiempo de 1m.28s. Representó a su país en los Juegos Panamericanos de 1951, los primeros de la historia, que se celebraron en Buenos Aires. En esta competición obtuvo una medalla de plata en relevos 3 × 100 medley junto con Nélida del Roscio y Ana María Schultz, con un tiempo conjunto de 3m59s.